# Dai Jun
Dai Jun (chiń. 戴骏; pinyin Dài Jùn; ur. 6 lutego 1992 w Szanghaju) – chiński pływak, specjalizujący się głównie w stylu dowolnym.
Brązowy medalista olimpijski z Londynu (2012) w sztafecie 4 x 200 m stylem dowolnym. Na tych samych igrzyskach był również 15. na 1500 m stylem dowolnym.